# Diocèse d'Oca
Le diocèse d'Oca (latin : Dioecesis Aucensis) est un diocèse de l'Église catholique supprimé puis devenu siège titulaire, son titulaire actuel est Mgr Mieczysław Cisło.

## Histoire
Le diocèse d'Oca était un siège épiscopal de l’Église catholique en Hispanie, suffragant de l'archidiocèse de Tarragone. Il a existé entre les quatrième et septième siècles dans la région de l'actuelle province de Burgos, dans la communauté autonome de Castille-et-León (Espagne). Son siège était dans l'actuelle ville de Villafranca Montes de Oca. Il est maintenant un diocèse titulaire, donc sans territoire rattaché.
À partir du quatrième siècle, on trouve quelques attestations du diocèse d'Oca, bien que sa première mention officielle remonte à l'an 589, lorsque l'évêque Afterius assiste au troisième concile de Tolède.
Le diocèse a peu d'importance à l'époque wisigothe, mais cette fois des témoignages importants sont conservés, comme la chapelle de Quintanilla de las Viñas. La vie monastique a été très active durant cette période.
La ville d'Oca a été détruite lors de l'invasion musulmane du VIIIe siècle. Depuis lors, et au cours des IXe-XIe siècles vont résider les évêques Amaya, Valpuesta, Muñó, Sasamón, Ona et Gamonal.
Selon Florián de Ocampo, la fin du diocèse est intervenue lorsque Alphonse VI a rétabli à Burgos l'évêché qui avait auparavant son siège dans la ville d'Oca, détruite par les Sarrasins, de sorte que le diocèse de Burgos est devenu la continuation canonique de l'évêché d'Oca, un acte confirmé par le pape Urbain II en 1095.

## Titulaires

### Évêques d'Oca
- vers 590: Asterio d'Auca (es) — (mentionné entre 589 y 597)
- vers 640: Amanungo — (mentionné entre 633 y 646)
- 649-656: Litorio
- 680: Stercopio — (mentionné entre 675 y 688)
- 693: Constantino — (mentionné en 693)

### Évêques titulaires d'Oca
- Daniel Llorente y Federico, évêque émérite de Segovie, 11 décembre 1969 - 27 février 1971
- Hernando Rojas Ramírez (de), évêque coadjuteur du diocèse d'Espinal, 26 avril 1972 - 12 décembre 1974
- Theodor Hubrich, évêque auxiliaire du diocèse de Magdebourg, 5 décembre 1975 - 26 mars 1992
- Jorge Mario Bergoglio S.J. (devient le pape François), évêque auxiliaire de l'archidiocèse de Buenos Aires, 20 mai 1992 - 3 juin 1997
- Mieczysław Cisło, évêque auxiliare du diocèse de Lublin depuis le 13 décembre 1997